# Chilhiya
Chilhiya – gaun wikas samiti w zachodniej części Nepalu w strefie Lumbini w dystrykcie Rupandehi. Według nepalskiego spisu powszechnego z 2001 roku liczył on 723 gospodarstw domowych i 4465 mieszkańców (2267 kobiet i 2198 mężczyzn).